# Dioscorea killipii
Dioscorea killipii är en enhjärtbladig växtart som beskrevs av Reinhard Gustav Paul Knuth. Dioscorea killipii ingår i släktet Dioscorea och familjen Dioscoreaceae. Inga underarter finns listade i Catalogue of Life.